# Urszula Mackiewicz
Urszula Mackiewicz (ur. 6 czerwca 1969) – polski naukowiec, nauczyciel akademicki,
profesor nauk medycznych.

## Życiorys
W 1992 ukończyła studia magisterskie na kierunku inżynieria biomedyczna w Politechnice Warszawskiej. Stopień doktora nauk medycznych z wyróżnieniem uzyskała w 2000 w Centrum Medycznym Kształcenia Podyplomowego w Warszawie na podstawie rozprawy pt. Zależny od potencjału błony komórkowej mechanizm wyzwalania wapnia z siateczki sarkoplazmatycznej w miocytach serca świnki morskiej, której promotorem był Bohdan Lewartowski. W 2011 w tej samej uczelni uzyskała stopień doktora habilitowanego na podstawie pracy pt. Czynność transporterów wapniowych w kardiomiocytach podczas pozawałowej przebudowy serca szczura. W 2017 otrzymała stanowisko profesora nadzwyczajnego w Centrum Medycznym Kształcenia Podyplomowego. W 2024 otrzymała tytuł naukowy
profesora nauk medycznych.
W latach 1994–1997 zawodowo związana z Zakładem Biochemii Instytutu Biologii Doświadczalnej im. Marcelego Nenckiego PAN. Od 1997 związana z Centrum Medycznego Kształcenia Podyplomowego. Profesor w Zakładzie Fizjologii Klinicznej CMKP oraz Dyrektor i Dziekan Szkoły Kształcenia Doktorantów CMKP.
Od 2011 Kierownik Studiów Doktoranckich w CMKP, a w latach 2019-2024 Kierownik Szkoły Doktorskiej Medycyny Translacyjnej prowadzonej wspólnie przez CMKP, Instytut Medycyny Doświadczalnej i Klinicznej im. Mirosława Mossakowskiego PAN, Instytut Biochemii i Biofizyki PAN, Instytut Biocybernetyki i Inżynierii Biomedycznej im. Macieja Nałęcza PAN oraz Instytut Hematologii i Transfuzjologii.
Od 2024 przewodnicząca Komisji ds. Rozwoju Kadry Naukowej Rady Naukowej Centrum Medycznego Kształcenia Podyplomowego.

## Publikacje
Autorka lub współautorka ponad 100 publikacji z zakresu kardiologii eksperymentalnej.

## Odznaczenia
W 2018 na wniosek Ministra Zdrowia za zasługi w działalności na rzecz rozwoju medycyny otrzymała Srebrny Krzyż Zasługi. W 2021 odznaczona Krzyżem Kawalerskim Orderu Odrodzenia Polski za wybitne zasługi w działalności na rzecz ochrony zdrowia i za osiągnięcia w dziedzinie nauk medycznych.